# Sainte-Féréole
Sainte-Féréole är en kommun i departementet Corrèze i regionen Nouvelle-Aquitaine i de centrala delarna av Frankrike. Kommunen ligger  i kantonen Donzenac som tillhör arrondissementet Brive-la-Gaillarde. År 2022 hade Sainte-Féréole 2 060 invånare.

## Befolkningsutveckling
Antalet invånare i kommunen Sainte-Féréole
Referens:INSEE